# Молодильник колючоспорий
Молодильник колючоспорий (Isoetes echinospora) — багаторічна розеткова вічнозелена підводна рослина родини молодильникові (Isoetaceae).

## Опис
Рослина висотою 5–25 см, зустрічається в невеликих і розсіяних групах. Листові пластини напівпрозорого блідо-зеленого кольору, гнучкі. З липня по вересень, утворюються спори. Спорангії мають довжину 10 міліметрів. Круглі білі мегаспори близько 400–550 мкм в діаметрі й покриті шипами. Ниркоподібні мікроспори від сірого до світло-коричневого кольору, довжиною близько 20–30 мікрометрів з гладкими, дрібними шипиками. 2n = 22.

## Поширення
Росте в холодних і помірних областях північної півкулі. Виростає на піщаному дні неглибоких бідних поживними речовинами водоймах (слабо кислих озерах або ставках і тихохідних річках або струмках).

## Галерея

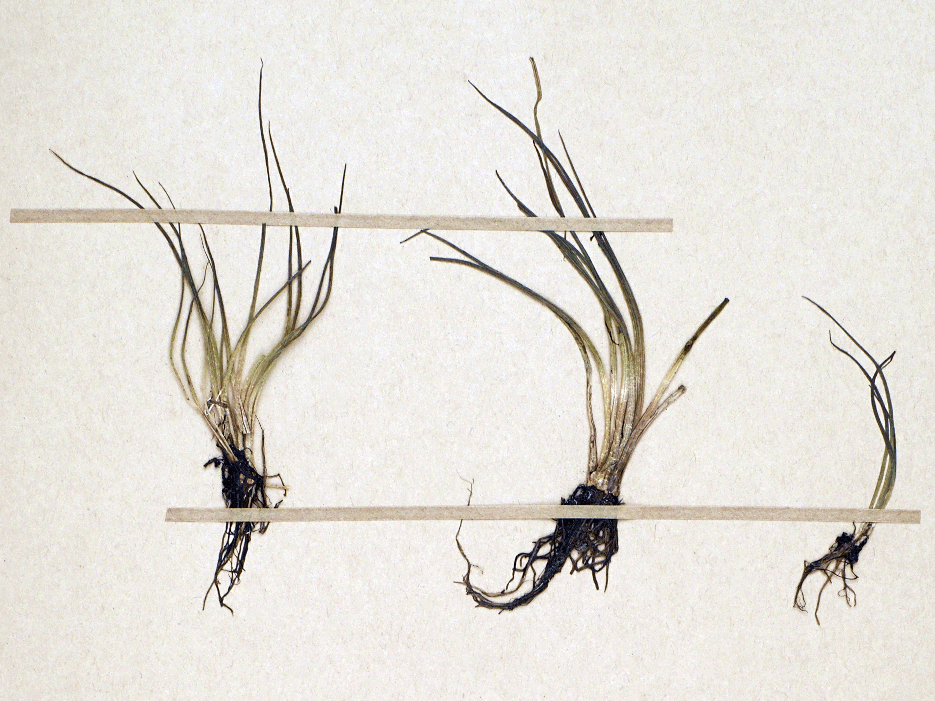